# Pauli Toivonen
Pour les articles homonymes, voir Toivonen.
Pauli Toivonen, né le 22 août 1929 à Jyväskylä en Finlande et décédé le 14 février 2005, était un pilote de rallye finlandais. Il a conduit pour Citroën, Lancia et Porsche, et connu de nombreux succès à son actif.. Il était le père d'Harri (qui participa aux 24 heures du Mans entre 1991 et 2001) et d'Henri Toivonen. 
Toivonen obtint sa seconde victoire d'importance au Rallye Monte-Carlo en 1966 après une protestation par le manager de l'équipe Citroën contre les hauts de finitions des voitures britanniques Mini Morris. En conséquence, les trois premières Minis, de Timo Mäkinen, Rauno Aaltonen et Paddy Hopkirk, ont été disqualifiées. La raison donnée par les responsables rallye fut que les ampoules de phares n'étaient pas homologuées, à la suite d'un changement de dernière minute du règlement de course. Toivonen fut si gêné qu'il en boycotta la cérémonie de récompenses, et il ne couru plus jamais pour Citroën. La même année il court aux 24 Heures du Mans avec son copilote Berndt Jansson sur Alpine A210 comme équipage officiel: ils sont contraints à l'abandon sur panne de boîte de vitesses.  
Son fils Henri remporta le Monte-Carlo vingt ans plus tard, faisant dire à son père Maintenant, le nom de Toivonen a été réhabilité.
Pauli a été Champion d'Europe de Rallyes en 1968, remportant six rallyes majeurs pour Porsche dans la même année. 
Il a également conduit sur Porsche dans le Championnat du monde des voitures de sport, et sur Alpine A210 aux 24 Heures du Mans 1966 associé à Berndt Jansson. 
Son fils Henri âgé de 29 ans et Sergio Cresto son copilote furent tués sur le coup, lorsque leur Lancia quitta la route et prit feu dans un ravin durant le Tour de Corse 1986.

## Palmarès

### Titre national
- Champion de Finlande (et du Groupe 1): 1962 (Citroën DS19)

### Victoires
| Année                         | Rallye                           | Place        | Voiture          | Copilote      |
| ----------------------------- | -------------------------------- | ------------ | ---------------- | ------------- |
| 1961                          | Rallye des 1000 Lacs             | 2e           | Citroën          | Jaakko Kallio |
| 1962                          | Rallye des 1000 Lacs             | 1er          | Citroën DS 19    | J. Kallio     |
| 1962                          | Rallye Winter (Norvège)          | 1er          | Citroën DS 19    | J. Kallio     |
| 1962                          | Rallye Riihimaki                 | 1er          | Citroën DS 19    | J. Kallio     |
| 1962                          | Rallye Salpausselka              | 1er          | Citroën DS 19    | J. Kallio     |
| 1963                          | Rallye Monte-Carlo               | 2e           | Citroën DS 19    | Anssi Järvi   |
| 1963                          | Rallye Hanki                     | 1er          | Citroën DS 19    | A. Järvi      |
| 1965                          | Rallye des 1000 Lacs             | 3e           | Volkswagen 1500S | Kalevi Leivo  |
| 1966                          | Rallye Monte-Carlo               | 1er          | Citroën DS 21    | E. Mikander   |
| 1967                          | Rallye de Suède                  | 6e           | Lancia Fulvia    | J. Ahava      |
| 1967                          | Tour de Corse                    | 2e           | Lancia           | M. Tiukkanen  |
| 1967                          | Rallye des 1000 Lacs             | 7e           | Lancia           | E. Salonen    |
| 1968                          | Rallye Monte-Carlo               | 2e           | Porsche 911T     | M. Tiukkanen  |
| 1968                          | Rallye de l'Acropole             | 3e           | Porsche 911T     | M. Kolari     |
| 1968                          | Rallye d'Allemagne de l'Ouest    | 1er          | Porsche 911T     | M. Kolari     |
| 1968                          | Rallye d'Allemagne de l'Est      | 1er          | Porsche 911T     | M. Kolari     |
| 1968                          | Rallye RACE d'Espagne            | 1er          | Porsche 911T     | M. Tiukkanen  |
| 1968                          | Rallye San Remo                  | 1er          | Porsche 911T     | M. Tiukkanen  |
| 1968                          | Rallye du Danube (Castrol Rally) | 1er          | Porsche 911T     | M. Tiukkanen  |
| 1968                          | Rallye de Genève                 | 1er          | Porsche 911T     | U. Vihervaava |
| Champion d'Europe des rallyes |                                  | Porsche 911T |                  |               |
| 1969                          | Rallye de l'Acropole             | 1er          | Porsche 911S     | M. Kolari     |
| 1976                          | Rallye Arctique                  | 4e           | Simca Rallye 2   | M. Tiukkanen  |